# Uzunköy, Yeşilli
Uzunköy là một xã thuộc huyện Yeşilli, tỉnh Mardin, Thổ Nhĩ Kỳ. Dân số thời điểm năm 2010 là 309 người.